# Estreito de Chatham

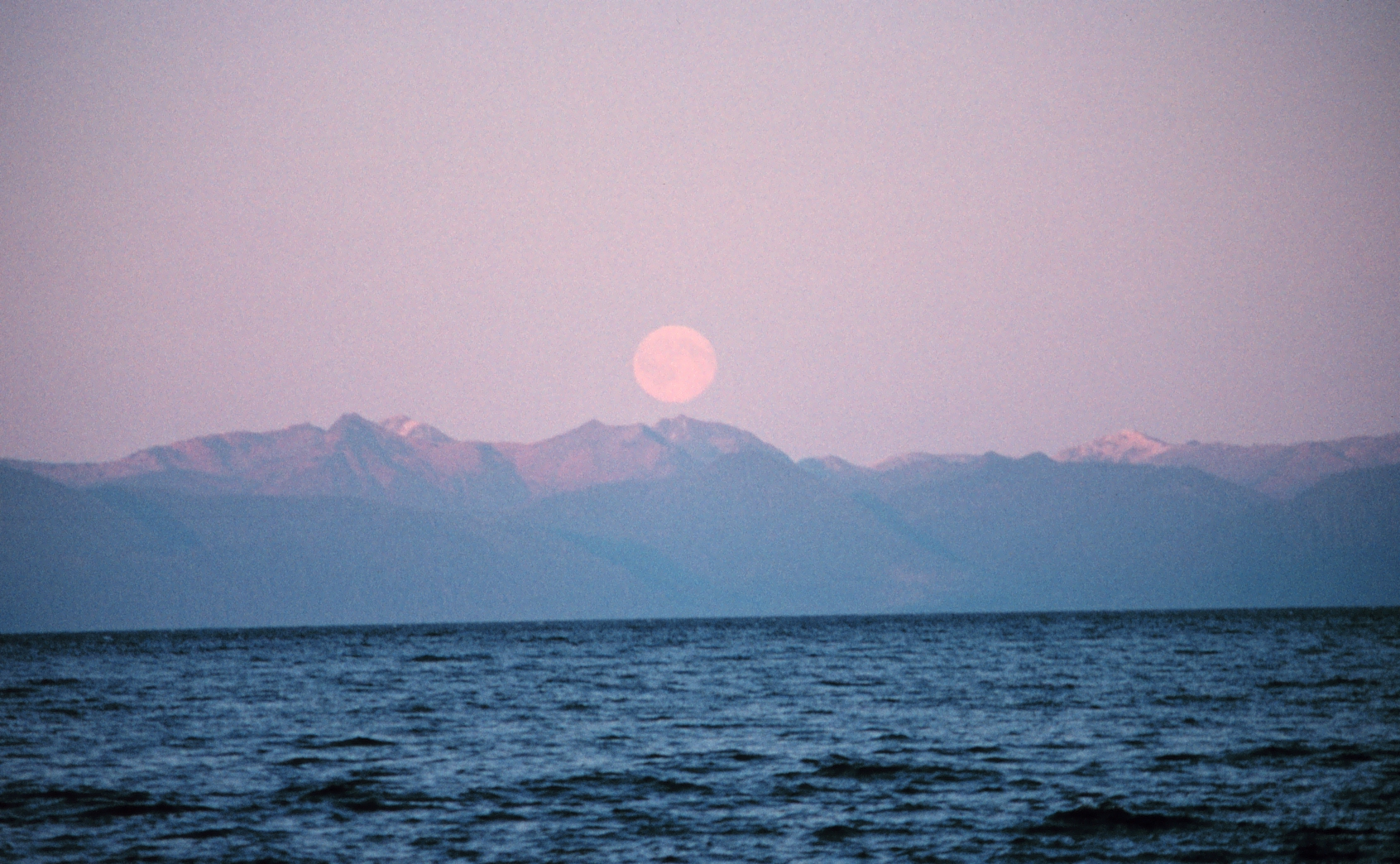
Paisagem do estreito de Chatham

O estreito de Chatham é um estreito do sudeste do Alasca, Estados Unidos.

## Descrição
É uma passagem estreita pelo arquipélago Alexandre na região do panhandle do Alasca, e que separa a ilha Chichagof e a ilha Baranof a oeste, das ilhas Admiralty e Kuiu a leste.
Com cerca de 240 km de comprimento, estende-se desde a junção do estreito Icy e do canal Lynn até ao mar. Tem largura de 5 km a 16 km.
O seu nome foi dado em 1794 por George Vancouver em homenagem a William Pitt, 1.º Conde de Chatham.